# Syllepte fuscoinvalidalis
Syllepte fuscoinvalidalis là một loài bướm đêm trong họ Crambidae.